# Felipe d'Avila
Luiz Felipe Chaves D’Avila (São Paulo, 24 de agosto de 1963) é um cientista político, empresário e político brasileiro filiado ao Partido Novo (NOVO). Formou-se em Administração Pública na Harvard Kennedy School, e em Ciência Política na Universidade Americana de Paris [en]. Atualmente, é comentarista político na Jovem Pan e colunista no jornal Estadão.
É escritor e professor, autor de livros de História e de Política. Entre as obras, destacam-se O Crepúsculo de uma Era, Dona Veridiana: A Trajetória de uma Dinastia Paulista, Os Virtuosos, Caráter e Liderança: Nove Estadistas que Construíram a Democracia Brasileira, Cosimo de Medici - Memórias de um Líder Renascentista e 10 Mandamentos: Do País que Somos para o Brasil que Queremos. Também foi fundador e editor da Editora D'Ávila, fundada em 1996 e vendida em 2002 para Editora Abril, responsável pela publicação das revistas Bravo! e República.
D'Ávila iniciou a carreira política em 2018, quando foi pré-candidato ao Governo de São Paulo pelo Partido da Social Democracia Brasileira (PSDB), mas não obteve êxito. Nas prévias do partido, foi derrotado por João Doria, que venceu com 80% dos votos. Dória concorreu nas eleições ao governo do estado, sendo eleito no segundo turno do pleito.
Em 29 de outubro de 2021, D'Avila foi anunciado como pré-candidato à presidência da República do Brasil pelo Partido Novo.

## Campanha presidencial em 2022
A campanha presidencial de Luiz Felipe d'Avila pelo Partido Novo foi oficializada em 30 de julho de 2022, tendo Tiago Mitraud como candidato a vice-presidente.

## Centro de Liderança Pública
Fundado em 2008 por Luiz Felipe D’Avila, o Centro de Liderança Pública (CLP) é uma organização sem fins lucrativos patrocinada por grandes empresas como Gerdau, Itaú e Suzano, que tem como objetivo buscar desenvolver líderes públicos 'comprometidos em promover mudanças transformadoras'.
O CLP patrocina relatórios, e startups em Boston (EUA).

## Vida pessoal
Luiz Felipe d’Avila, filho do engenheiro calculista Aluízio D’Avila e de Maria Christina Pacheco Chaves, é de uma família com tradição na política nacional, descendendo patrilinearmente de Garcia d'Ávila, administrador colonial português e de Caramuru, fundador do município de Cachoeira. É neto do deputado federal João Pacheco e Chaves (MDB-SP), já falecido, que presidiu o extinto Instituto Brasileiro do Café (IBC) e foi secretário da Agricultura e Abastecimento do Estado de São Paulo. Tem dois irmãos: Frederico e Luís Henrique. É casado com Ana Maria Diniz, filha do empresário Abilio Diniz, com quem tem dois filhos, Andrea e João Luís. É trineto do também político e cafeicultor Elias Antônio Pacheco e Chaves (1842–1903).

## Livros
- Brasil, Uma Democracia em Perigo. Ed. Hamburg, 1990.
- As Constituições Brasileiras Ed. Brasiliense,1993. ISBN 8511140921
- O Crepúsculo de uma Era Ed. Maakron Books,1995.  ISBN 8534604991
- Dona Veridiana Ed. A Girafa, 2004. ISBN 8589876217
- Os Virtuosos Ed. A Girafa, 2006. ISBN 8589876918
- Cosimo de Medici Ed. Ediouro, 2008. ISBN 9788500018152
- Caráter e liderança: nove estadistas que construíram a democracia Brasil. Ed. Mameluco, 2013. ISBN 978-85-60432-10-3
- Remando contra a maré: os construtores da democracia brasileira. Ed. Moderna, 2015. ISBN 978-85-16-09654-0
- 10 Mandamentos: do país que somos para o Brasil que queremos. Ed. Topbooks, 2017. ISBN 978-85-7475-265-5
- Por que as democracias triunfam. Ed. Almedina, 2022. ISBN 9788562938771
- Vire à Direita, Siga em Frente. Ed. Almedina, 2024.

## Desempenho eleitoral
| Ano  | Eleição                | Partido | Cargo      | Votos   | %     | Resultado  | Ref    |
| ---- | ---------------------- | ------- | ---------- | ------- | ----- | ---------- | ------ |
| 2022 | Presidencial do Brasil | NOVO    | Presidente | 559.708 | 0,47% | Não Eleito | [ 16 ] |